# بنتينوس السكندرى
العلامة بنتينوس رابع مديرى مدرسة الأسكندرية وواضع اللغة القبطية ولد في اوائل القرن الثانى الميلادى وتوفى عام 190م

## ما قبل أدارته لمدرسة الأسكندرية
كان بنتينوس رواقيًا مشهورًا ثم اعتنق المسيحية على يد اثيناغورس وكان كباقى مسيحى مصر متضلعا في العلوم القديمة كما كان ضليعا في الديانة المسيحية 

## ادارته لمدرسة الأسكندرية اللاهوتية
استلم بنتينوس ادارة مدرسة الأسكندرية اللاهوتية عام

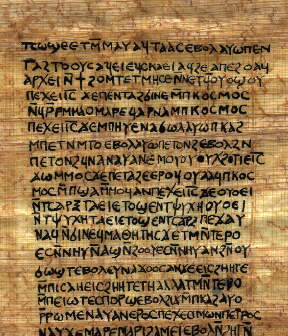
اللغة القطية التى وضعها بنتينوس

181م فتلمذ على يده اكلمنضس السكندرى والعلامة اوريجانوس كما قام ايضا بترجمة الكتاب المقدس الى اليونانية التى اضاف عليها 7حروف فاصبحت اللغة الفبطية وقد عمل بها تلميذاه اكليمنضس وأوريجانوس
ولم يصلنا مؤلفات بنتينوس سوى بقايا شرح اسفار الكتاب المقدس كتبها تلميذه اكليمنضس

## رحلة بنتينوس الكرازية
كان بنتينوس في نظر شعب الإسكندرية ليس دارسًا أو معلمًا فحسب وإنما "المعين لكثيرين" يهتم بكل أحد، ومن الجانب الآخر حين دعاه البابا ديمتريوس للكرازة في الهند لبى الدعوة تاركًا المدرسة إلى حين في يد اكليمنضس.
روى المؤرخين قصة ذهابه للهند هكذا: ان تجارًا من الهند استمعوا إليه فأُعجبوا به واعتنقوا المسيحية بغيرة شديدة، فالتقوا بالبابا السكندري وطلبوا منه أن يسمح لهم بإرسال بنتينوس إلى الهند للكرازة بين أهلهم.
كما قيل أن الهند بعثت برسالة إلى البابا مع وفد من أجل هذا الغرض فقبل البابا طلبهم.
وعند رجوعه من الهند قيل انه كرز في أثيوبيا وبلاد العرب واليمن. ويروي القديس جيروم ويوسابيوس أن بنتينوس أحضر معه نسخة من إنجيل متى بخط يد متى الإنجيلي، كان قد أحضرها القديس برثلماوس معه إلى الهند.
وربما قد يكون سيم من قبل البابا دمتريوس قبل ان يذهب إلى الهند، حتى يقوم بتعميد الموعوظين ومسحهم بالميرون وتقديم ذبيحة الأفخارستيا، فالكرازة تحتاج إلى العمل الكهنوتي

## وفاته
وتوفى بنتينوس عام 190م.